# Rolf Rübsam
Rolf Herbert Rübsam (* 18. Mai 1937; † 11. Februar 2021 in Bremen-Vegesack) war ein deutscher Lehrer, Heimatforscher und Autor.

## Leben
Rübsam war von 1966 bis 1996 als Lehrer für Deutsch und Geschichte am Gerhard-Rohlfs-Gymnasium im Bremer Stadtteil Vegesack und am Gymnasium Lesum tätig. Von 1977 bis 1989 war er außerdem Leiter des Fachbereichs Gesellschaft/Politik. 
Ehrenamtlich widmete er sich der Aufarbeitung der politischen Vergangenheit und der Erinnerung an die Opfer der Nationalsozialisten. In jahrelanger Recherche erarbeitete er Bücher und Aufsätze zur Geschichte der Juden in Bremen. Auf sein Wirken geht die Neugestaltung der Gedenkstätte am ehemaligen Platz der Synagoge im Stadtteil Aumund mit der Nennung der Namen der jüdischen Opfer aus der Region zurück.
Er war Mitbegründer der Arbeitsgruppe Bremen der Deutsch-Israelischen Gesellschaft und des Bremer Vereins Erinnern für die Zukunft.

## Ehrungen
- 2000: Franco-Paselli-Friedenspreis der Internationalen Friedensschule Bremen
- Im März 2012 erhielt Rolf Rübsam zusammen mit Clarissa Dietrich den Vegesacker Kulturpreis.
- 2012: Verdienstkreuz am Bande der Bundesrepublik Deutschland

## Schriften  (Auswahl)
- Sie lebten unter uns. Zum Gedenken an die Opfer der Reichskristallnacht 1938 in Bremen und Umgebung. Hauschild, Bremen 1988, ISBN 3-926598-09-3.
- Die Brombergers. Schicksal einer Künstlerfamilie. Vorwort Heinrich Albertz. Donat, Bremen 1992, ISBN 3-924444-57-9.
- „Kinder dieser Stadt“. Begegnungen mit ehemaligen jüdischen Bremern. Donat, Bremen 2004, ISBN 3-934836-69-0.